# Sestre

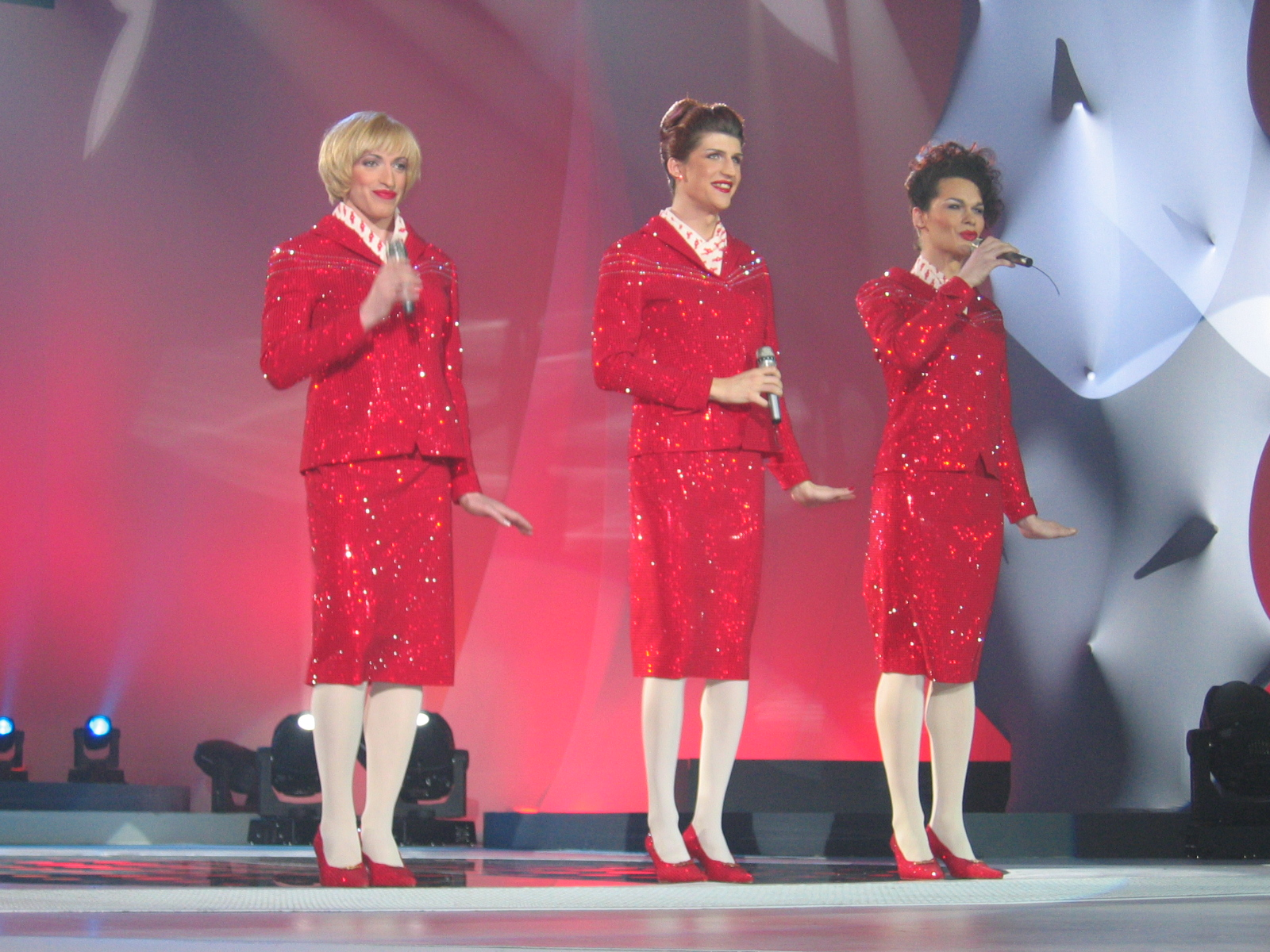
Sestre (2004)

Sestre (slowenisch für Schwestern) ist ein slowenisches Gesangs- und Travestie-Trio. Es bestand lange Zeit aus Srečko Blas (* 14. März 1972, Daphne), Damjan Levec (* um 1979, Emperatrizz) und Tomaž Mihelič (* 21. Juni 1979, Marlenna). 2015 schied Daphne aus und wurde durch Miha Kavčič (Michelle) ersetzt.

## Werdegang
Ihr erstes Travestie-Programm begannen sie im Jahr 2000 unter dem Namen Štrumpantl sisters (Strumpfhalter-Schwestern). Sestre vertraten Slowenien beim Eurovision Song Contest 2002 mit dem Lied Samo ljubezen (Komponist: Robert Pešut, Texterin: Barbara Pešut) und erreichten den 13. Platz. Sie traten in roten Stewardessen-Kostümen auf. Die Entsendung dieses Beitrags zum ESC war in Slowenien umstritten.
Im Oktober 2002 erschien ihre LP Souvenir.